# Среднее имя
Среднее имя (также второе личное имя) — имя, обычно расположенное между личным именем и фамилией. Используется как элемент полного имени, в основном в Европе и западных странах. Как правило, по форме представляет собой второе личное имя, но в некоторых случаях такое имя традиционно даётся в честь матери или бабки женщинам и в честь отца или деда мужчинам (что роднит его с отчеством, но не является тождественным ему), а также в честь крёстного отца.

## Исландия
У исландцев нет фамилий. В Исландии человека называют его собственным именем с прибавлением имени отца (изредка матери) ( с суффиксом "-сон" для мужчин и "-доттир" для женщин), что соответствует отчеству.

## Швеция
В Швеции среднее имя является второй фамилией. Супруг или супруга после заключения брака может записать свою старую или новую фамилию мужа/жены себе в виде среднего имени (mellannamn). Дети могут брать себе фамилию одного из родителей в качестве среднего имени, а другого родителя — в качестве фамилии и позже, при желании, менять их местами. Дополнительные личные имена (в честь матери/отца или бабки/деда) являются первыми именами, из которых человеком выбирается основное, то, по которому его будут звать окружающие.

## Англия
По статистике [какой?], все английские дети получают при рождении два имени — личное (first name) и среднее (middle name). Обычай давать ребёнку среднее имя восходит к традиции присваивать новорождённому несколько личных имён. В современном английском именнике случаи присвоения двух или трёх средних имён встречаются чаще, чем полное отсутствие среднего имени. Хотя и нет закона, ограничивающего количество средних имён, больше четырёх дополнительных средних имён обычно не присваивается: Чарльз Филипп Артур Джордж, Эндрю Альберт Кристиан Эдвард, Эдвард Энтони Ричард Луи, Анна Элизабет Алиса Луиза. В настоящее время среднее имя играет роль дополнительного отличительного признака, особенно для лиц, которые носят широко распространённые имена и фамилии. В качестве средних имён используются как имена личные, так и географические названия, нарицательные имена и т. п. Часто в качестве средних имён используются фамилии людей, в честь которых они присваиваются.

## Израиль
В Израиле, особенно в религиозных семьях, детям нередко дают двойные имена. Это особенно часто встречается, если хотят назвать ребёнка в честь родственника, умершего (у ашкеназов) или живущего (у сефардов). Первое имя выбирают, какое понравилось родителям, а второе — в честь родственника или какого-нибудь праведника.

Также в еврейской традиции слабому новорождённому ребёнку дают второе имя Хаим (мальчикам) или Хая (девочкам) (в переводе: живой/живая), как послание или просьба ангелу.